# Sainte-Foi
Sainte-Foi è un comune francese di 29 abitanti situato nel dipartimento dell'Ariège nella regione dell'Occitania.

## Società

### Evoluzione demografica
Abitanti censiti